# Stoombierbrouwerij
Een stoombierbrouwerij is een bierbrouwerij die voor het aandrijven van de machines en het verwarmen van de brouwketels gebruikmaakt van stoom. Dit type brouwerij komt in Nederland voor vanaf de tweede helft van de negentiende eeuw.

## Geschiedenis
In de eerste helft van de negentiende eeuw werden de machines in grotere brouwerijen voornamelijk aangedreven door wind- en rosmolens. Door de opkomst van stoommachines, het goedkoper worden van steenkool en het duurder worden van paardenvoer werd het echter voordeliger over te schakelen op stoom. Bijkomend voordeel was dat de stoom gebruikt kon worden voor het verwarmen van de brouwketels, wat het brouwproces en de kwaliteit van het bier ten goede kwam.

## Voorkomen in Nederland
De eerste stoombierbrouwerij in Nederland was de Haarlemse brouwerij Het Hert, waar in 1841 een stoommachine van 2 pk werd geïnstalleerd. In eerste instantie werd deze enkel gebruikt voor het aandrijven van de moutmolen en de pompen, maar later ook voor het verwarmen van de brouwketel. In 1856 volgde de Amsterdamse brouwerij De Haan als tweede stoombrouwerij van Nederland en in 1857 de Rotterdamse brouwerij J.J. Havelaar Pz. In 1880 waren er ongeveer 65 stoombrouwerijen in Nederland actief.
Heden ten dage zijn er enkele stoombierbrouwerijen in Nederland actief, deze vinden hun oorsprong over het algemeen in later tijden.